# 坂本与市
坂本与市（さかもと よいち、1934年（昭和9年）-　）は、日本の昆虫学者。元酪農学園大学短期大学部学長。農学博士。
石川県能登島町（現 七尾市）生まれ。1956年岐阜大学農学部卒。地元の中学校教諭や高等学校教諭を経て、1961年酪農学園大学酪農学部助手。その後、同酪農学部講師。同酪農学部助教授。同酪農学部教授。同学生部長を経て、1989年北海道文理科短期大学学長に就任。1997年学長退任。1999年酪農学園大学定年退職。同名誉教授。
1979年 北海道大学 農学博士　「クローバーゾウムシ類の生態学的研究 」。 

## 主著
- 岡田一次と共編『畜産昆虫学』（文永堂, 1981年）
- 『新ほっかいどう昆虫記 : 北海道昆虫紳士録』（北海タイムス社, 1984年）
- 『北の昆虫 : 不思議・愛』（北海道新聞社, 2000年）

などがある。